# C/1953 G1 Mrkos-Honda
C/1953 G1 Mrkos-Honda è una cometa non periodica scoperta il 12 aprile 1953 da Antonín Mrkos, un astronomo cecoslovacco, e da Minoru Honda, un astrofilo giapponese. La cometa ha un'orbita retrograda e un lungo periodo di rivoluzione, circa 7.700 anni.